# Dysschema recta
Dysschema recta là một loài bướm đêm thuộc phân họ Arctiinae, họ Erebidae.